# Chiesa della Panaghia
La chiesa della Panaghia è un edificio religioso di epoca bizantina risalente all'XI secolo situato nel centro storico di Rossano.

## Etimologia del termine Panaghia
Il termine Panaghia deriva dal greco pan- (tutto) e ághios (santo); quindi, propriamente, significa "tutta santa", dal momento che è riferito alla Madonna.

## Descrizione dell'edificio
La chiesa, di dimensioni davvero piccole, presenta una navata unica rettangolare coperta da capriate lignee, è coronata da un'abside semicircolare con semicatino superiore ed è dotata di una bifora. L'interno è illuminato da monofore che si aprono nelle pareti laterali.
Sul lato sinistro dell'aula vi è una piccola cappella absidata pavimentata in cotto e con un solaio in legno.
La copertura è a capanna in corrispondenza dell'aula, mentre ad una falda in corrispondenza della cappella.
All'interno della chiesa sono visibili due frammenti di affreschi di due fasi pittoriche differenti: uno più antico che raffigura san Basilio e un altro che ritrae San Giovanni Crisostomo.
L'affresco raffigurante S.Giovanni Crisostmo si trova all'estremità destra della parte inferiore dell'abside, delimitato da un rettangolo di colore bruno. Il volto del santo presenta una barba corta a punta, è adornato da una grande aureola dorata circondata da una corona di perle. Gli occhi sono spalancati e rivolti verso chi guarda, invitano a leggere il testo del rotolo che le mani del santo stanno svolgendo. 
Sul rotolo scritto in greco si legge:« Nessuno di coloro che sono schiavi dei desideri e delle voglie della carne è degno».
L'affresco di S. Basilio è molto più danneggiato si distingue però il volto del santo con aureola.
Falla Castelfranchi ha datato questi affreschi fine XIII-XIV secolo, mentre Di Dario Guida li considera appartenenti al XIV secolo.
La chiesa più volte restaurata nel corso del XIX secolo è rivolta ad est, secondo le modalità dell'arte costruttiva orientale. All'esterno presenta pareti dalla linea sobria che vanno a contrastare in modo piacevole la decorazione a spina di pesce dell'abside.
Nella chiesa si conserva inoltre una tela del Cinquecento.